# なるほど!大豆鑑
『なるほど!大豆鑑』（なるほど!だいずかん）とは、2011年4月3日から同年9月25日まで、日本テレビ系列で放送されたミニ番組である。放送時間は、毎週日曜18:55 ‐19:00（JST）。大塚製薬の一社提供。

## 番組概要
昔から大豆にかかわる仕事をしている豆田家を舞台に、大豆についての知識などをショートドラマを混ぜながら紹介している。番組名の大豆鑑は、大豆と大図鑑をかけている。
前番組『プレミアムスウィッチ』は3年間放送されたが、本番組はわずか半年で終了となった（次番組『わたしのlife On』は2年間放送。次々番組『アグリンの家』は、別の放送枠で『わたしのlife On』と同時期に開始）。

## 登場人物
豆田和彦 （西村和彦）
豆田家の十代目にあたる会社員。44歳。家宝である大豆鑑を受け継いでおり、自身も大豆の研究に熱心。マメな性格で愛妻家。家事万能。
細井輝信 （篠山輝信）
和彦の妻の弟で、彼の義弟にあたる。会社員。27歳。彼女いない歴3年。ズボラな性格で料理は苦手だったが、一念発起して婚活を始めると共に料理を学ぶため、いつも豆田家を訪れる。

## 放送局
| 対象対象地域   | 放送局             | 系列           | 放送日時             | 備考       |
| -------------- | ------------------ | -------------- | -------------------- | ---------- |
| 関東広域圏     | 日本テレビ         | 日本テレビ系列 | 日曜日 18:55 - 19:00 | 制作局     |
| 北海道         | 札幌テレビ         | 日本テレビ系列 | 日曜日 18:55 - 19:00 | 同時ネット |
| 青森県         | 青森放送           | 日本テレビ系列 | 日曜日 18:55 - 19:00 | 同時ネット |
| 岩手県         | テレビ岩手         | 日本テレビ系列 | 日曜日 18:55 - 19:00 | 同時ネット |
| 宮城県         | ミヤギテレビ       | 日本テレビ系列 | 日曜日 18:55 - 19:00 | 同時ネット |
| 秋田県         | 秋田放送           | 日本テレビ系列 | 日曜日 18:55 - 19:00 | 同時ネット |
| 山形県         | 山形放送           | 日本テレビ系列 | 日曜日 18:55 - 19:00 | 同時ネット |
| 福島県         | 福島中央テレビ     | 日本テレビ系列 | 日曜日 18:55 - 19:00 | 同時ネット |
| 新潟県         | テレビ新潟         | 日本テレビ系列 | 日曜日 18:55 - 19:00 | 同時ネット |
| 富山県         | 北日本放送         | 日本テレビ系列 | 日曜日 18:55 - 19:00 | 同時ネット |
| 石川県         | テレビ金沢         | 日本テレビ系列 | 日曜日 18:55 - 19:00 | 同時ネット |
| 福井県         | 福井放送           | 日本テレビ系列 | 日曜日 18:55 - 19:00 | 同時ネット |
| 山梨県         | 山梨放送           | 日本テレビ系列 | 日曜日 18:55 - 19:00 | 同時ネット |
| 長野県         | テレビ信州         | 日本テレビ系列 | 日曜日 18:55 - 19:00 | 同時ネット |
| 静岡県         | 静岡第一テレビ     | 日本テレビ系列 | 日曜日 18:55 - 19:00 | 同時ネット |
| 中京広域圏     | 中京テレビ         | 日本テレビ系列 | 日曜日 18:55 - 19:00 | 同時ネット |
| 近畿広域圏     | 読売テレビ         | 日本テレビ系列 | 日曜日 18:55 - 19:00 | 同時ネット |
| 鳥取県・島根県 | 日本海テレビ       | 日本テレビ系列 | 日曜日 18:55 - 19:00 | 同時ネット |
| 広島県         | 広島テレビ         | 日本テレビ系列 | 日曜日 18:55 - 19:00 | 同時ネット |
| 山口県         | 山口放送           | 日本テレビ系列 | 日曜日 18:55 - 19:00 | 同時ネット |
| 徳島県         | 四国放送           | 日本テレビ系列 | 日曜日 18:55 - 19:00 | 同時ネット |
| 香川県・岡山県 | 西日本放送         | 日本テレビ系列 | 日曜日 18:55 - 19:00 | 同時ネット |
| 愛媛県         | 南海放送           | 日本テレビ系列 | 日曜日 18:55 - 19:00 | 同時ネット |
| 高知県         | 高知放送           | 日本テレビ系列 | 日曜日 18:55 - 19:00 | 同時ネット |
| 福岡県         | 福岡放送           | 日本テレビ系列 | 日曜日 18:55 - 19:00 | 同時ネット |
| 長崎県         | 長崎国際テレビ     | 日本テレビ系列 | 日曜日 18:55 - 19:00 | 同時ネット |
| 熊本県         | くまもと県民テレビ | 日本テレビ系列 | 日曜日 18:55 - 19:00 | 同時ネット |
| 鹿児島県       | 鹿児島読売テレビ   | 日本テレビ系列 | 日曜日 18:55 - 19:00 | 同時ネット |

※テレビ大分とテレビ宮崎はサザエさん（フジテレビ系列）を放送するため非ネット。